# ژیلبر بونیول
ژیلبر بونیول (فرانسوی: Gilbert Bougnol‎; ۳۱ اوت ۱۸۶۶ – ۲۰ اکتبر ۱۹۴۷) شمشیرباز اهل فرانسه بود.
وی همچنین برندهٔ جوایزی همچون لژیون دونور شده‌است.